# 적란회
적란회(일본어: 赤瀾会 세키란카이[*])는 일본 최초의 사회주의 여성단체다. “적란”이란 “붉은 잔물결”을 의미하며, “사회주의 운동의 흐름에 작은 잔물결 정도는 일으킬 수 있지 않겠냐”는 뜻으로 지은 이름이다. 잔물결은커녕 전전 일본 사회주의운동과 여성해방운동에 큰 물결을 일으키는 역할을 했다. 일부 인텔리 유한여성에 의한 운동이 아니라, 노동계급 여성에게 호소한 것이 큰 특징이었다.

## 내력
시계공 조합이자 아나키스트 사상그룹이었던 북풍회 사람들이 모여 만든 자주적 연구그룹 북교자주회(北郊自主会)가 전신이 되어 1921년 4월 21일 결성되었다. 강령에서 “우리는 우리 형제자매를 궁핌과 무시와 예속으로 침윤시키는 일체의 압제에 대하여 단호하게 선전을 포고하는 바입니다”라고 선언했다. 설립세화인(世話人)은 쿠츠미 후사코(당시 30세)・아키츠키 시즈에(연령 미상)・호시우라 하루코(당시 22세)・사카이 마가라(당시 18세) 4인이었고, 고문격으로 야마카와 키쿠에(당시 30세)・이토 노에(당시 26세)가 가담했다. 참가자는 대부분 남성 사회주의자를 가족으로 둔 여성들로, 설립 당초에는 사회주의동맹 맹원들의 가족을 중심으로 42명이 회원이었으나 대부분은 이름만 올려놓은 유령회원이었고, 실제 활동에 참여한 것은 십여 명이었던 것으로 알려져 있다. 모임이 발족한 이유는 치안경찰법 제5조 1항(여자의 정치결사 가입 금지) 규정으로 인해 전년도에 발족한 사회주의동맹에 여성들이 참여할 수 없었기 때문이다.

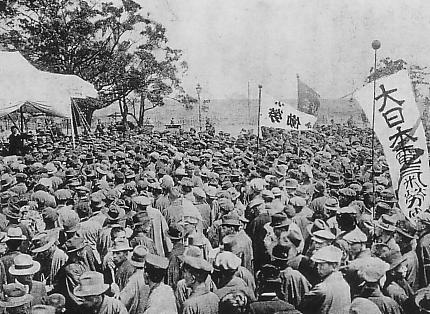
일본 최초의 노동절 집회인 제2회 세계노동절 집회.

결성 직후인 제2회 노동절(1920년 5월 1일) 집회 때 “적란회”라고 쓴 다다미 3분의 2장 크기의 깃대를 들고, 그보다 한 단계 작은 RW(Red Wave의 약자) 로고마크 깃대(둘 다 검은 바탕에 붉게 칠했다)를 들고 나와 화려하게 등장했고, 경찰과 충돌해서 전원 검속당했다. 다음날 신문에서 여성들의 데모 참여가 사회면 톱기사로 올랐고, 특히 18세의 사카이 마가라가 주목을 받았다. 이것을 시작으로 이듬해 노동절 시위부터는 전국 각지에서 여성 참가자들이 등장하게 되었다. 나중에 유명해지게 되는 강령은 전년도에 여학교를 갓 졸업한 마가라가 작성했다.
적란회 멤버들은 한 발 앞서 발족되었던 신부인협회(히라쓰카 라이초・이치카와 후사에・오쿠 무메오 등이 참여)에 대한 강한 대항의식을 가지고 있었다. 신부인협회는 여성참정권 실현(치안경찰법 5조 개정이 당면 과제), 화류병 감염남의 결혼 규제 등의 의제를 내걸었는데, 적란회 측에서는 이를 중산층적이고 미지근하다고 생각했다. 사카이 마가라는 『나의 회상 (하)』에서 엘리트 여성의 진출에 의한 남성을 깔보는 참정권론에 반발을 느낀다는 취지의 발언을 남겼고, 야마카와 키쿠에는 잡지 『태양』 1921년 10년 7월호에 「신부인협회와 적란회」라는 제목의 글을 발표해 협회의 활동은 “부르주아 부인들의 자선도락”이라고 비난했다. 현행 사회제도의 틀 안에서 여성해방을 주장하는 것은 무의미하다는 것이었다. 여기에 대하여 다음 호에서 오쿠 무메오가 계급적 입장을 넘어 여성들의 단결이 필요하다고 반박을 게재하기도 했다.
이후 사회주의적 입장에서의 여성해방사상의 보급을 위해 가두활동, 강연강습을 활발하게 진행했다. 하지만 리더격인 쿠츠미 후사코의 연애로 인한 동경 이탈(8월-9월경), 타카츠 타요코에 대한 탄압사건(8월 31일 검속, 9월 15일 재구인, 12월 7일 석방), 효민공산당 사건 연루 혐의로 사카이 마가라・나카소네 사다요가 구속되는 사건(12월 6일) 등, 주요 멤버의 이탈・검거・기소・투옥에 의해 조직이 괴멸상태가 되어 자연소멸되었다.
이후 남은 회원들에 새로운 회원들을 더하여 1923년 3월 8일, 일본 최초의 국제여성절 집회를 개최했다. 집회 자체는 경찰에게 해산명령을 받았지만, 이 날을 기해 결성된 야마카와 키쿠에의 팔일회가 사회주의여성운동을 이어받았다. 이 1923년 여성절 집회의 주최단체는 명목상 적란회로 되어 있지만, 실질적으로는 팔일회였다고 말해도 좋다.

## 주요 회원

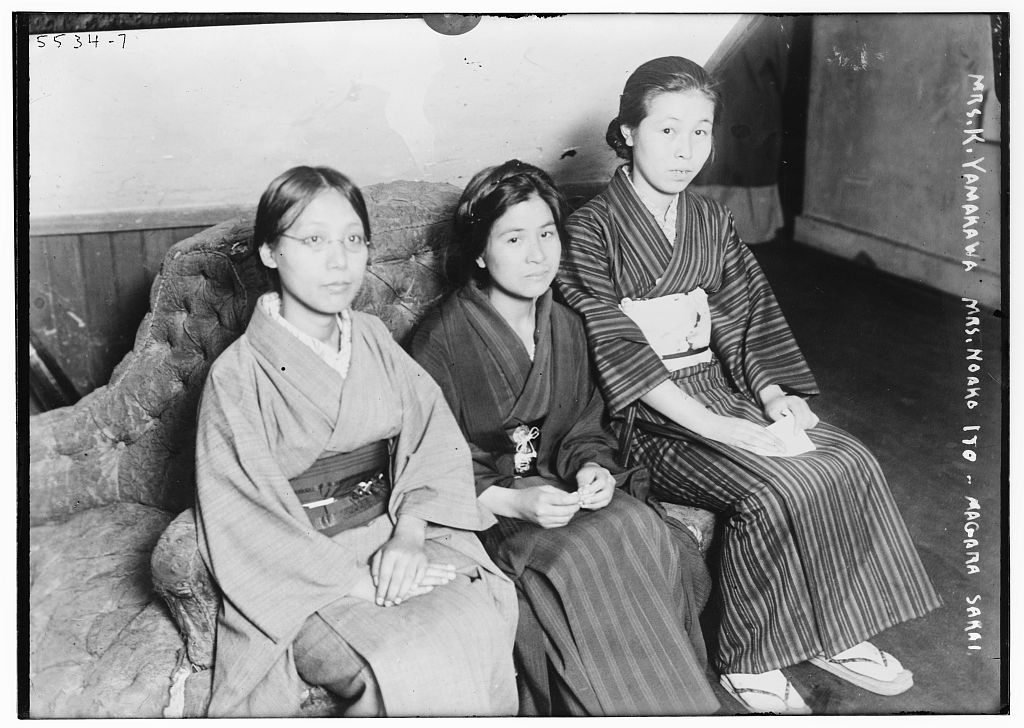
야마카와 키쿠에, 이토 노에, 사카이 마가라.

- 아키츠키 시즈에(秋月静枝): 오월회 및 효민회 소속 아나키스트 나카나오 유키치(中名生幸力)의 처 - 세화인
- 이토 노에: 아나키스트 오오스기 사카에의 처 - 고문격
- 이와사 시게(岩佐しげ): 아나키스트 이와사 사쿠타로의 처
- 키타가와 치요: 프로문학가 에구치 칸의 처. - 회계
- 쿠츠미 후사코: 노동운동사 사원 - 세화인. 실질적 초기 리더.
- 타카츠 타요코(高津多代子): 효민회 소속 타카츠 마사미치의 처
- 사카이 타메코(堺為子): 사카이 토시히코의 처
- 사카이 마가라: 사카이 토시히코의 딸 - 세화인
- 나카소네 사다요(仲宗根貞代) : 사회주의동맹 소속 나카소네 겐와의 처
- 나카무라 시게(中村志げ): 아나키스트 화가 모치즈키 카츠라의 의붓누이
- 나카무라 미키(中村みき): 나카무라 코이치(中村還一)의 처
- 하시우라 하루코: 하시우라 야스오(橋浦泰雄)・토키오(時雄)의 여동생 - 세화인
- 하시우라 리쿠(橋浦りく): 하시우라 토키오의 처
- 호리 야스코: 사카이 토시히코의 전처의 여동생, 오오스기 사카에의 전처.
- 모치즈키 후쿠코(望月ふく子): 모치즈키 카츠라의 처
- 야마카와 키쿠에: 야마카와 히토시의 처 - 고문격. 실질적 후기 리더.
- 요시카와 카즈코(吉川和子): 요시카와 모리쿠니(吉川守圀)의 처

## 참고 자료
- 井出文子、江刺昭子著『大正デモクラシーと女性』（『歴史と女性シリーズ』）合同出版、1977年
  - 年表及び文献: p292～309
- 伊藤野枝著「婦人の反抗」
  - 伊藤野枝著、井手文子、堀切利高編『定本伊藤野枝全集』第3巻、學藝書林、2000年9月、ISBN 4-87517-054-8
  - 初出: 第二次『労働運動』第12号、1921年6月4日
- 江刺昭子著『覚めよ女たち 赤瀾会の人びと』（大月書店）、1980年、ISBN 4-272-54023-8
  - 主要参考文献: p243～246、『赤瀾会と江刺さんのこと』（絲屋寿雄）
- 近藤真柄著『あの頃』（雑誌『婦人のこえ』1957年3月号）
- 近藤真柄著『思い出すままに』（雑誌『自由思想』1966年7月号）
- 近藤真柄著『大正期の無産婦人運動と私　赤瀾会を中心に』
  - 永畑道子、尾形明子編著『フェミニズム繚乱　思想の海へ［解放と変革］23』社会評論社に収録。ISBN 4-7845-3123-8
  - 初出は『婦人展望』（財団法人市川房枝記念会）第39巻11・12月合併号（1965年12月）
- 近藤真柄著『わたしの回想（上・下）』ドメス出版、1981年
  - （上）: 父、堺利彦と同時代の人びと、 （下）: 赤瀾会とわたし、ISBN 4-8107-0137-9
    - （下）に鈴木裕子による解説「近藤真柄小論――日本婦人運動史上における」と近藤真柄年譜・著作目録あり
- 小山伊基子『『赤瀾会』から『八日会』へ』（雑誌『歴史評論』1966年11月号）
- 鈴木裕子著『女性として初めてメーデーに参加した赤瀾会の人びと 近藤（堺）真柄さんに聞く』
  - 渡辺悦次、鈴木裕子編『たたかいに生きて 戦前婦人労働運動への証言』ドメス出版、1980年、ISBN 4-8107-0116-6、に収録。初出: 『月刊総評』1979年5月号
- 山川菊栄著『新婦人協会と赤瀾会』（雑誌『太陽』1921年7月号）
- 山川菊栄、伊藤野枝著『赤瀾会の真相』（雑誌『改造』1921年6月号）